# アイリバー
アイリバー （朝: 아이리버、英: IRIVER） は、韓国のドリームアス・カンパニー（朝: 드림어스컴퍼니、英: Dreamus Company）が展開するデジタルオーディオプレーヤー、電子辞書、カーナビなどを中心とするデジタル機器のブランドである。

## 概要
1999年にヤン・ドクジュンらが、マルチコーデック対応のポータブルCDプレーヤーを開発するべく、サムスン電子から独立してレインコム (Reigncom) 社を立ち上げる。アイリバーはレインコム社のブランド名だったが、2009年4月にレインコムはアイリバーへ社名変更している。2014年8月にSKテレコムに買収され、同社の子会社となった。2019年3月には株式会社ドリームアスカンパニーに社名変更し、アイリバーは同社のブランド名として存続している。
1999年から2000年にかけて、記録媒体にCDを採用したデジタルオーディオプレーヤーとして発売。当時のMP3プレーヤーの大きな問題だった容量を実用的なレベルまで解決した。その後フラッシュメモリ・HDD型プレーヤーを発売している。
2000年代後半から2010年代初頭にかけてはApple社のiPodの台頭や、スマートフォンなどデジタルオーディオプレーヤーと同機能をもつ製品の台頭により業績が悪化。従来製品からの脱却と差別化を図るべく、2012年にプレミアム音響機器ブランド「Astell&Kern」を立ち上げた。これを契機に、ハイエンドポータブルプレーヤーを代表するメーカー・ブランドと認識されるようになった。
日本では一時NHJが代理店を務めた後、レインコム100％出資のアイリバー・ジャパン株式会社が設立され、長らく販売・サポートを行っていた。2006年10月にMCJ傘下の株式会社iriver japanに組織変更されたが、後の2009年7月にはマウスコンピューター社に吸収合併された。 2013年2月に同グループ会社のエムヴィケーに業務移管され、同年4月にユニティと合併し、アユートに社名変更された。

## 主な製品
太字は2018年4月時点の最新機種。
公式サイトも参照。

### デジタルオーディオプレーヤー

#### CD-R/RW

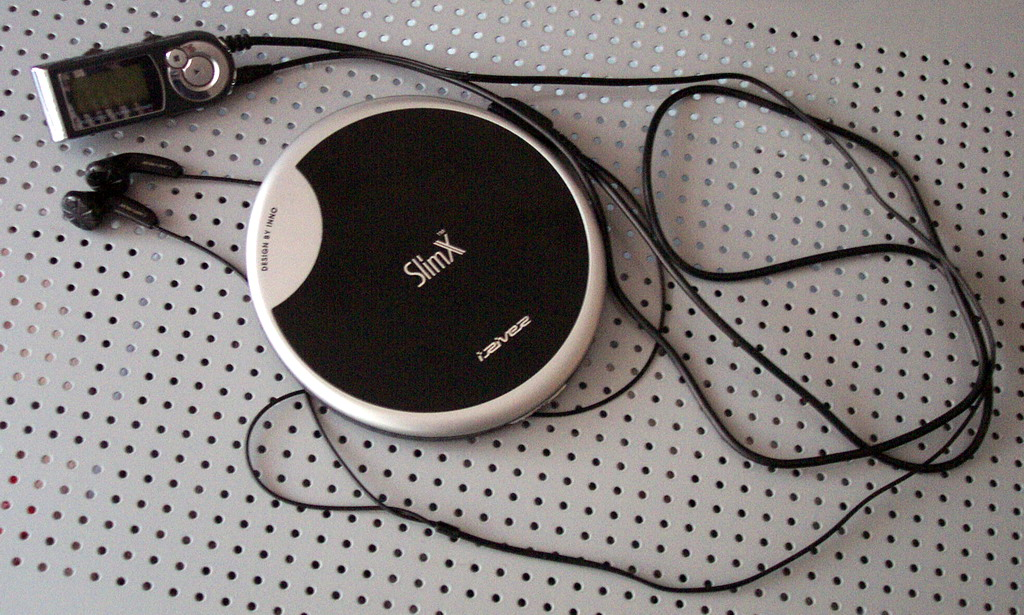
iMP-550 SlimX （CDプレイヤータイプでは日本で最後に発売されたモデル）

CDを利用したポータブルプレイヤー。CD-RやCD-RWの書き込み可能なCDにデータを書き込むことで利用する。iriver第1期の主力製品として展開し、現在のiriverの基礎を築いた。日本では現在販売されていない。
OEM製品として一部製品は現在はデジタルオーディオプレイヤーから撤退したRIOにRioVolt として供給された。RIOとの契約解除により自社ブランド立ち上げが行われた。
iMP-550にはiMPシリーズでは唯一Philips製チップが搭載されており、Philipsと共同開発したXtream3Dに対応している。
- iMPシリーズ
  - iMP-100(iRiver) - 2000年12月発売
  - iMP-250(iRiver2) - 2001年8月発売
  - iMP-350(Slim X) - 2001年12月発売
  - iMP-150(Chrome X) - 2002年5月発売
  - iMP-400/450(Slim X2) - 2002年9月発売
  - iMP-50 - 2003年4月発売
  - iMP-550(Slim X3) - 2003年5月発売。SoCにPhillips SAA7550を搭載。光デジタル出力対応。
  - iMP700 - 2004年2月発売。スポーツタイプ
  - iMP-900(Slim X4) - 2004年8月発売
  - iMP-1100 - 2004年10月発売。DivX再生に対応。
  - iMP-1000 - 2006年2月発売

#### DataPlay
- iDP-100 - 2002年発売

#### HDD

##### フラグシップモデル
第2期iriverのHDDモデルは多機能さを前面に押し出した物が多い。H100やH300はバグなども多かったが、光デジタル端子、USBホスト機能、マイク端子など機能的な面から未だに一部のハードユーザーから支持されている。しかし、全体的に本体サイズが大きめなどデザインの難点もあり、日本では成功しなかった。
これ以降、Astell&Kernシリーズまでフラグシップモデルは発売されなくなった。
- Hシリーズ
  - H100(iHP-100) (10GB/20GB/40GB) - 2003年10月発売。光デジタル端子搭載
  - H300 (20GB/40GB) - 2004年6月発売。USBホスト機能搭載、XviD再生対応。

##### ミドルレンジモデル
- iGPシリーズ
  - iGP-100(1インチHDD、1.5GB) - 2003年発売
- Hシリーズ
  - H10 (5GB/6GB/20GB)(5/6GBは1インチ、20GBは1.8インチHDD) - 2005年2月発売
- Eシリーズ - Hシリーズの事実上の後継
  - E10 (6GB、0.85インチHDD) - 2006年5月発売

#### フラッシュメモリ
フラッシュメモリタイプのプレーヤー。本体に内蔵したメモリにデータを蓄積する。

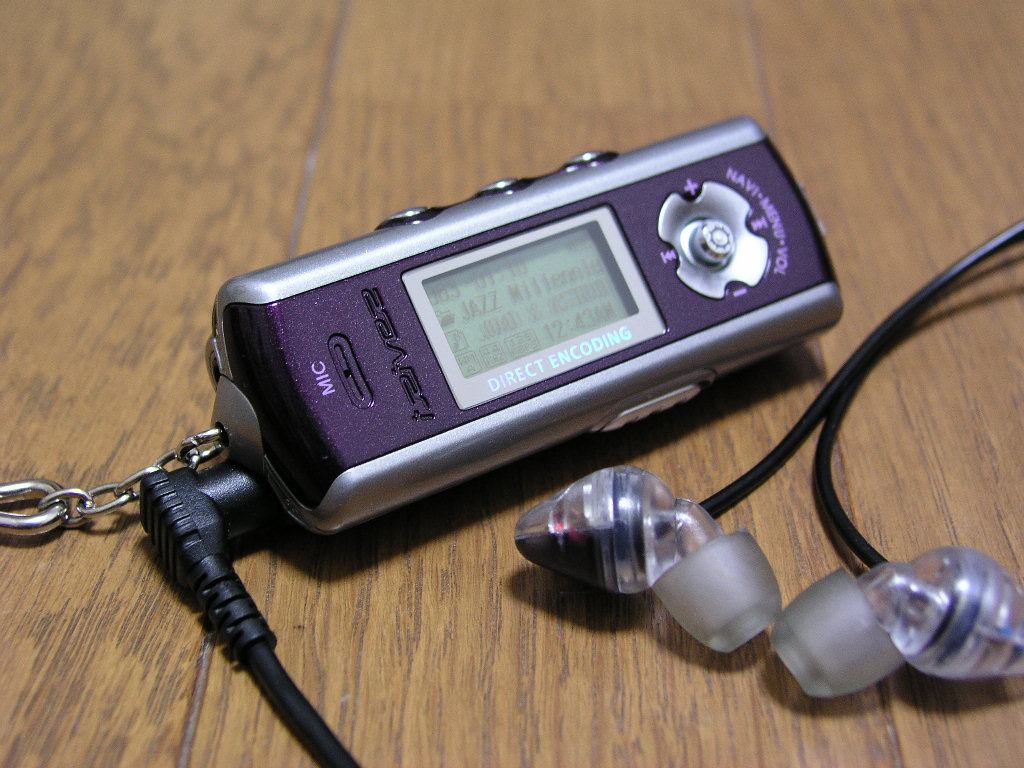
iFP-799

- iFP シリーズ
iMPシリーズ後のiriver第2期の主力製品となった。 一部のシリーズを除いて三角形断面（プリズム形状）・単三型(LR6)乾電池仕様（二次電池対応）であり、韓国の公式サイトでその重さを「ゲマッサル」1列分と表現したことから、日本では一部から「カニかま」の俗称で呼ばれるようになった。
Philips製チップ搭載。転送は専用ツールを使うManagerバージョンと、OSで書き込みが可能なUMSバージョンをファームウェアの切り替えで選ぶことができた。Xtreme3D、FMラジオや録音機能が充実しており、販売終了後も根強い人気があった。なお、iFP-700シリーズのマイナーチェンジモデルがF700シリーズとして再発売されていた。
  - iFP-100 (Prism)(32MB/64MB/128MB/256MB/512MB) - 2002年9月発売
  - iFP-300 (Craft)(64MB/128MB/256MB/512MB) - 2003年4月発売
  - iFP500 (MasterPiece)(256MB/512MB/1GB) - 2003年9月発売。光デジタル出力対応。
  - iFP-700/800 (Craft 2)(128MB/256MB/512MB/1GB) - 2004年4月発売。
Phillips PNX0102の初期ロットにホワイトノイズが入るという不具合が発生したため2004年7月15日より対策品と交換を開始した[4]。
  - iFP-1000 (Prism Eye)(256MB/512MB) - 2004年4月発売。30万画素CCD搭載。
  - iFP-900 (MasterPiece 2)(256MB/512MB/1GB) - 2004年7月発売。
  - iriverプリズム（iFP-100シリーズの名称を変更したもの）
  - F700(iFP-704T) (外部マイク対応、4GB)
- Nシリーズ - ネックレスタイプ
  - N10 (256MB/512MB/1GB) - 2004年9月発売。Philips製チップ搭載し、iFPシリーズ以外のフラッシュメモリタイプの機種で唯一Xtreme3Dに対応。
  - N11 (256MB/512MB/1GB) - 2005年11月発売
  - N12 (1GB/2GB) - 2006年5月発売
  - N15 JEWEL (2GB/4GB)
  - N20 (2GB/4GB/8GB) - 2009年10月発売。

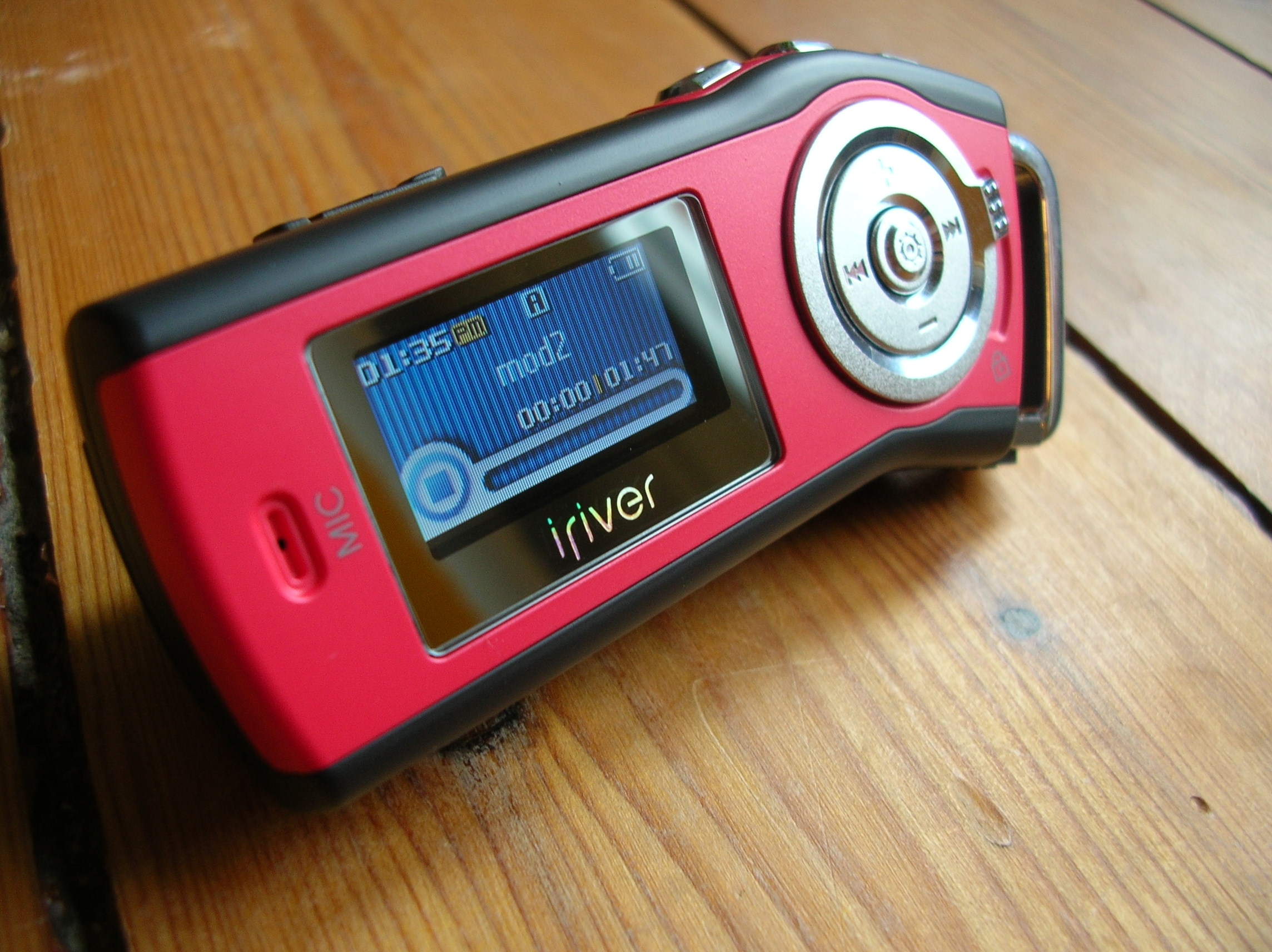
T10 (512MB)

- Tシリーズ - iFPシリーズの事実上の後継機種
  - T10 (Music Clip) (単三電池対応、512MB/1GB/2GB)　- 2005年6月発売
  - T20 (Metro Look) (512MB/1GB) - 2005年8月発売
  - T30 (Craft 3) (単四電池対応、256MB/512MB/1GB/2GB) - 2005年7月発売
  - T50 (単三電池対応、1GB)
  - T60 (単四電池対応、2GB/4GB) -2007年5月発売
  - T7  (VOLCANO / Stix) (USBプラグ内蔵、1GB/2GB/4GB) - 2008年8月発売。
  - T6 NEON (2GB)
  - T5  (ストップウォッチ機能搭載、4GB)
  - T8 Candy Bar (2GB/4GB) - 2010年5月発売。
  - T9 (4GB) - 2011年4月発売。
  - T70 (8GB) - 2015年7月発売。
  - T70 Season 2 (16GB/32GB) - 2020年6月発売。

- Hシリーズ(HDDモデルのフラッシュ版)

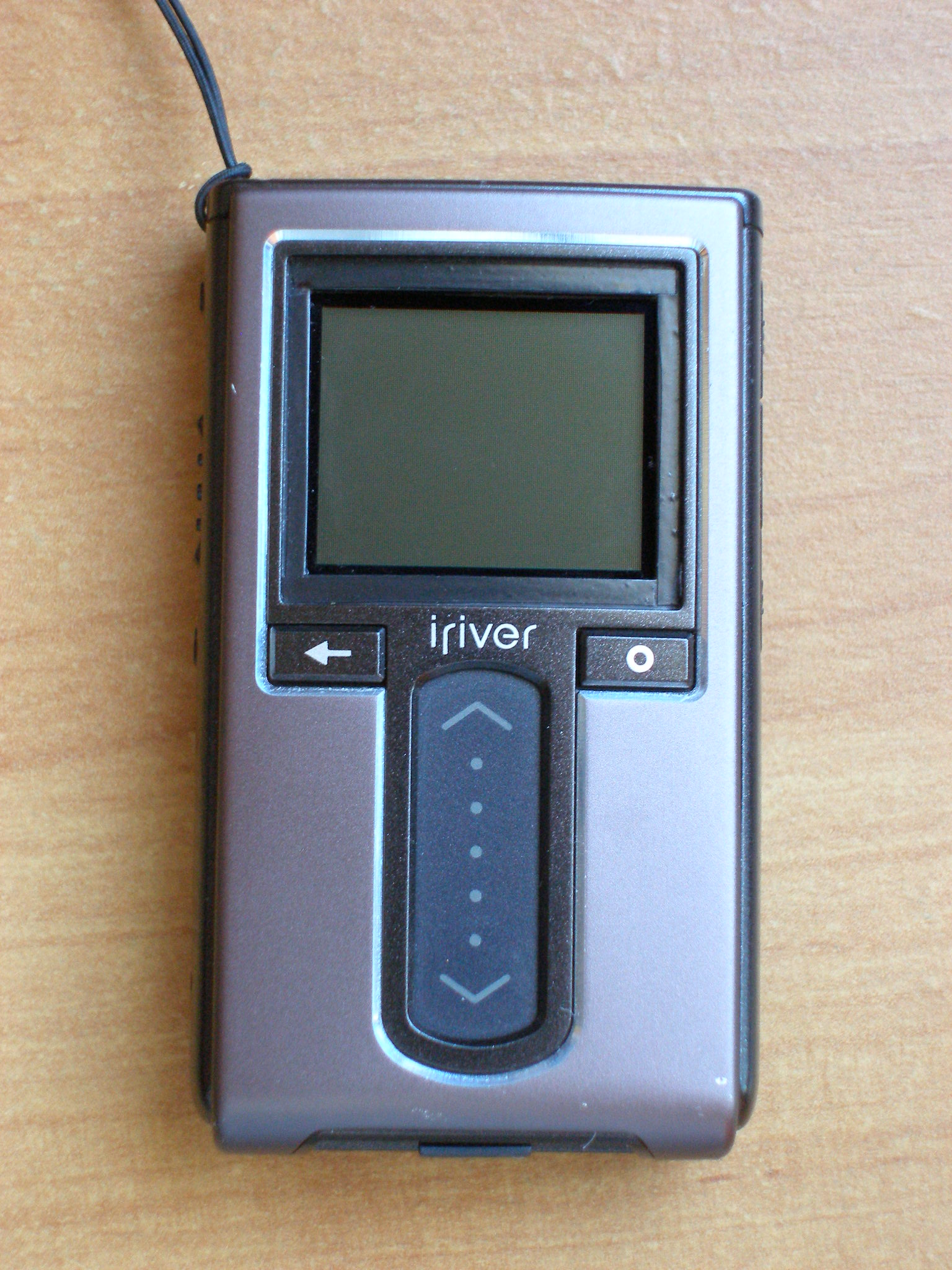
H10 jr

  - H10 Jr. (512MB/1GB) - 2005年7月発売
- Clix (U) シリーズ - iFPシリーズ後の主力製品。一部ナップスターサービス対応、動画再生Flashゲーム対応
  - U10 (256MB/512MB/1GB) - 2005年6月発売。充電・データ転送および入出力拡張にTTA-24規格の端子を採用。
  - U10 ペ・ヨンジュンSE (512MB)
  - U15(clix) (2GB) - Windows Media Player 11ベースのソフトウェアを採用。
  - U:MO (モバHO!対応、1GB)
  - U20(Clix2) (2GB/4GB/8GB) - 2007年2月発売
  - U15(LPlayer) (2GB/4GB/8GB) - 2008年5月発売。
  - U30(SPINN) (eストア限定、4GB/8GB) - 2008年9月発売。
- Sシリーズ - Uシリーズの廉価版
  - S7 (1GB) - 2007年1月発売
  - S10 (1GB/2GB) - 2006年10月発売
- Mplayerシリーズ - ディズニーコラボ
  - S1(Mplayer) (1GB) - 2007年8月発売。ミッキーマウス型、ウォルト・ディズニー公認ライセンス商品
  - Mplayer Season2 (1GB)
  - Mplayer+ (2GB)
  - Mplayer SWAROVSKI (1GB)
  - S2(MPlayer eyes) (2GB)
- iriver Selectシリーズ
  - Pocket Puppy
- Wシリーズ - Windows CE搭載
  - W7(4GB/8GB) - 2007年12月発売
- Bシリーズ - モバHO!対応
  - B10
  - B20 (1GB)
  - B30
- Eシリーズ(低価格タッチスクリーン)
  - E100 (4GB/8GB + 増設microSDカード) - 2008年3月発売。
  - E50 METAL (4GB) - 2009年1月発売。
  - E150/160 (4GB/8GB)
  - E200(4GB/8GB) - 2009年8月発売。
  - E250
  - E30 MATTE (2GB/4GB/8GB)- 2009年10月発売。
  - E300 (4GB/8GB) - 2011年4月発売。
  - E40 (4GB/8GB) - 2011年12月発売。
  - E700 (8GB/16GB) - 2016年発売。
- タッチスクリーンモデル
  - K1 SMART HD(8GB/16GB) - 2010年1月発売。Windows CE搭載。
  - S100 Panorama (8GB/16GB) - 2010年6月発売。
  - U100(4GB/8GB/16GB) - 2011年1月発売。
  - B100 (4GB/8GB) - 2011年12月発売。
- Xシリーズ - フォトアルバム機能搭載、動画対応
  - X20 (2GB/4GB/8GB内蔵 + 増設microSDカード) - Joytoto社とのコラボでJoytoto製である。

- Astell&Kernシリーズ - Hi-Fi/ハイレゾ音源対応オーディオプレイヤー

### ポータブルメディアプレーヤー

#### HDD
- PMP (P)シリーズ
  - PMP-100 (10GB/20GB/40GB) - 2005年9月発売。USBホスト機能搭載。OSはLinux。
  - P10
  - P20 (80GB/120GB) - 2009年2月発売。
- PMCシリーズ - Windows PMC搭載モデル 
  - PMC-100

#### フラッシュメモリ
- PMP (P)シリーズ
  - P35
  - P7 (eストア限定、16GB)
  - P8 (16GB)
  - P100

### 電子辞書
- Dシリーズ - マルチメディア機能搭載電子辞書
  - D5 (2GB/4GB)

### 電子ブックリーダー
- Cover Story Basic

### カーナビ
- CaroNavi M3(NV mini)

### デジタルフォトフレーム
- framee-M
- framee-L

### タブレット端末
- ITQ701 WOW

### Bluetoothヘッドセット
- iriverOn

### ワイヤレススピーカー
- LS150

## 再生可能コーデック
現在、iriver製品で再生可能の主なコーデックは、
- MP3
- WMA
- Ogg Vorbis
- WAVE(PCM音源)
- AIFF(PCM音源)
- FLAC
- Monkey's Audio
- Apple Lossless
- AAC
- Direct Stream Digital(Astell&Kernシリーズ[5]。AK240、AK380、AK500N、AK T1以外はリニアPCMに変換再生される。)
- Digital eXtreme Definition（英語版）(第2世代Astell&Kernシリーズ[6]。AK380以外は最大192kHz/24bitにダウンサンプリングされて再生され、AK500NはPCM to DSD機能オンでDSD64に変換再生される。)
- XviD(E10、U10、PMPシリーズ、H300 ver1.20J以上)

製品によって異なるので対応はメーカーに確認すること。

## 公式サポート
同社の公式サイトにはコミュニティと呼ばれるBBSがあったが、その中の「UserForum」、「iriverへ提案」を2007年5月25日に閉鎖。2007年に入ってからmixi内に出来たコミュニティに移行した。閉鎖したコミュニティについてはmixiの公式コミュニティで質問が可能。なお「iriverへ提案」については公式ホームページ内の「提案フォーム」からでも可能になっている。

## 韓国での経緯
- 1999年　ヤン・ドクジュンがレインコム株式会社を韓国ソウル特別市で立ち上げる。当初は光学ドライブなどを作るメーカーだった。ジュン・ヤンはサムスン電子からのスピンアウトだった。「CD-Rに書き込んだMP3を再生できるプレーヤーがあれば」というふとした発想から製品開発を進める。

- 2000年、iMP-100が完成。韓国国内でiRiverブランドとして発売される。同時期、Sonic Blue（現在はRio）からOEM受注し、このモデルはRioVolt SP90/100として日本でもリリースされる。

- 2001年、"iRiver2"と称されたiMP-250が完成。同時にOEM発注を受け、RioVolt SP250として日本でも発売。FMチューナーや多機能性、本国での顧客の要望に応える精力的なファームウエア更新が繰り返されていたため、現在のアイリバー製品の土台を作った商品となった。また、日本販売のRioVolt SP250にiMP-250用の日本語ファームウエアを導入するパワーユーザーも存在した。なお、設定内容やユーザーインターフェースなどはiFP/Fシリーズ末期まであまり変わっていない。

- 2002年、SlimX iMP-350が完成。iMP-250の機能を残したままさらに本体を薄くし、本体液晶を省いてリモコンのみとした。しかしこのモデルはRio側からの発注が得られず、社内では今後自社ブランドに統一して出荷する事を決定。この決定には社内ですら賛否両論ではあったが、結果的にRioが後に倒産するなど、業界が大きく動く中で、成功したと言える。しかし当時アイリバーは販売などに関するノウハウはゼロに近く、人材・代理店探しからの道となった。iMP-350 SlimXは当時のMP3プレーヤー売り上げ上位に食い込むほどの人気となり、アイリバーという会社を世界中に知らせる出世製品となる。日本でも販売開始は半年以上遅れたが発売された。韓国などから直輸入するパワーユーザーも多かったが、FM機能が現地仕様となるため日本で使えないなどの問題も生じた。また、アメリカ市場において、アップル、ソニックブルー、クリエイティブ等がHDDやフラッシュメモリ搭載プレイヤーを発売しているなか、CDプレイヤーベースの製品しか出していないため、売り上げが低迷。製品設計をカリフォルニア州のINNO Designに委託し、HDD(iHPシリーズ)やフラッシュメモリ(iFPシリーズ)搭載プレイヤーを発売することとなった。

- 2004年、ブランド名をiRiverからiriverへと変更。また、mpmanを買収。しかし、2006年1月5日にmpman保有の特許をシグマテルに売却した。アップルのiPod Shuffleがヒットし、主力製品であったフラッシュプレイヤーの売り上げが低迷。

- 2005年3月、それまでAV Chasewayの工場で生産を行ってきたが、中国の東莞市に自社工場を設立する。また、フィリップスとの協力関係を終了し、サムスンのSoCを使用するようになる。

- 2005年12月、Apple ComputerのiPodやソニーのウォークマン、サムスンなどの躍進によりレインコムの業績が急激に悪化する。これに伴いMP3プレイヤー事業の縮小し大量のリストラを行った。また、この縮小に伴い高価格帯と低価格帯の製品の棲み分けを無くした。

- 2006年、創業メンバーの一部と電子辞書の開発チームが独立しAtreeを設立。

- 2007年8月、レインコム CEOがイ・ミョンウに交代。

- 2008年、ヤン・ドクジュンが独立しMintpassを設立。

- 2009年、社名をiriverに変更。

- 2010年6月14日、韓国LG Display社との合弁会社「L＆I Electronic Technology（Dongguan）Limited」を設立。同年9月より東莞市の自社工場で電子書籍リーダーの製造を開始する。

- 2010年10月、プレミアムブランド"Astell&Kern"を立ち上げ、最初の製品を発売。

- 2014年8月、SKテレコムに買収され、同社の子会社となる。

- 2015年、社名ロゴを小文字のiriverから大文字のIRIVERに変更。

- 2019年3月、社名をドリームアスカンパニーに変更。

- 現在韓国市場においては電子辞書やカーナビなど製品の多角化を図り、一定のシェアと人気を誇っている。

## 日本発売開始後の経緯
- 2002年7月 NHJ社がiRiverの日本国内独占販売権取得。
- 2003年7月2日 韓国レインコム社の全額出資により、アイリバー・ジャパン株式会社（代表取締役 遠藤信久、社員数当時9名）設立。
- 2003年11月 サポーター制度をスタートし、顧客に商品のレビューなどを託す。
- 2003年12月10日 オンライン販売、iRiver e・Store開始。
- 2004年2月2日 内蔵充電電池交換サービスの開始。
- 2004年2月4日 アイリバー・プラザ 神田小川町（東京）設立。
- 2004年4月 CI（コーポレート・アイデンティティ、会社のロゴ）を変更する。以後“iRiver”ではなく“iriver”の表記となる。
- 2004年10月15日 アイリバー・プラザ 新宿（東京）開設。
- 2004年12月4日 アイリバー・プラザ 心斎橋（大阪）開設。
- 2005年6月30日 アイリバー・プラザ 渋谷（東京）開設。
- 2006年1月15日 アイリバー・プラザ 新宿（東京）および、心斎橋（大阪）を閉鎖。
- 2006年10月30日 株式会社MCJが100％出資による新子会社、株式会社iriver japanを設立。旧アイリバー・ジャパンは新会社へ業務を移管。
- 2006年10月31日 アイリバー・プラザ 渋谷(東京)を閉鎖。
- 2007年5月30日 廉価MP3プレーヤーやデジタルフォトフレームを展開するSIREN日本法人の営業権を取得。
- 2009年5月14日 MCJは子会社である株式会社マウスコンピューターを存続会社として株式会社iriver japanを合併することを発表。同年7月1日付で合併され株式会社iriver japanは消滅した[7]。
- 2013年2月1日 MCJグループ会社のエムヴィケーに業務移管される[8]。
- 2013年4月1日 エムヴィケーとユニティが合併し、アユートに社名変更された[9]。引き続き修理・サポート業務等は同社が行う。

## 直営店アイリバー・プラザ
2004年2月から2006年10月まで、直営店であるアイリバー・プラザを展開した。最盛期は神田小川町、新宿、渋谷、心斎橋の4店舗があった。
デジタルオーディオプレーヤー（MP3プレーヤー）のiriverブランドの製品を販売、およびサポートを行うiriver直営店舗であり、製品の購入、試聴、修理、サポート（操作方法などの説明）が受けられた。しかし、2006年10月31日 に最後の直営店であるアイリバー・プラザ渋谷の営業が終了し、直営店舗は事実上すべて無くなった。
アイリバー・プラザ神田小川町は平成17年6月に修理センターのみの業務となり、その修理センターも平成18年1月20日に営業を終了した。
アイリバー・プラザ新宿、アイリバー・プラザ心斎橋は平成18年1月15日で営業を終了した。
韓国レインコム社の直営からMCJの傘下に切り替わった現在では、マウスコンピューターの直営店舗でアイリバー製品を展示するようになった。ただし、持ち込み修理は一度本社送りとなる扱いに変更されており、即日修理は不可である。